# Zhouzhi
Zhouzhi (chinesisch 周至县, Pinyin Zhōuzhì Xiàn) ist ein Kreis der Stadt Xi’an in der nordwestchinesischen Provinz Shaanxi. Zhouzhi hat eine Fläche von 2.945 km² und etwa 556.000 Einwohner (Stand: Zensus 2020). Sein Hauptort ist das Straßenviertel Erqu (二曲镇).
Der Süden des Kreises wird vom Qin-Ling-Gebirge mit den Bergen Taibai Shan, Shouyang Shan und Laojundian geprägt. Bergland nimmt 76 % des Territoriums von Zhouzhi ein und 66 % der Fläche ist mit Wald bedeckt. Der Norden des Kreises liegt am Fluss Wei He. Zu den wichtigsten Flüssen auf dem Territorium von Zhouzhi zählen der Hei He, Gengyu He, Tianyu He, Jiuyu He, Niyu He, Luoyu He oder Xinyu He. Die 15 wichtigsten Flüsse von Zhouzhi führen jährlich eine Milliarde Kubikmeter Wasser ab, davon werden 305 Millionen für die Versorgung der Städte genutzt; Zhouzhi ist wichtigster Ursprungsort für in Xi’an genutztes Wasser.
Das Klima von Zhouzhi ist gemäßigt kontinental mit Jahresdurchschnittstemperaturen um 13,2 °C und 225 frostfreien Tagen pro Jahr. Der Jahresniederschlag beläuft sich auf 674 mm.
Die Nationalstraße 108 (Peking-Kunming) und die Provinzstraßen 310 und 107 führen durch das Gebiet von Zhouzhi.
Die im Kreisgebiet gelegene Fawang-Pagode des Xianyou-Tempels (仙游寺法王塔, Xiānyóu sì fǎwáng tǎ), die Bayun-Pagode (八云塔, Bāyún tǎ), die Pagode des Daqin-Klosters (大秦寺塔, Dàqín sìtǎ), und die neolithische Xiyu-Stätte (西峪遗址, Xīyù yízhǐ) stehen auf der Liste der Denkmäler der Volksrepublik China. Auch der daoistische Tempel Louguan Tai befindet sich im Kreis Zhouzhi. Weitere Attraktionen für Besucher sind der Heihe-Wald, das Taibai-Shan-Naturschutzgebiet, der Xianyou-Tempel, der Tiantai-Tempel, der Chenghuang-Tempel, der Dongdong-Tempel, der Danyang Guan oder der Wanshou Gong.

## Administrative Gliederung
Auf Gemeindeebene setzt sich der Kreis aus einem Straßenviertel und 19 Großgemeinden zusammen. Diese sind:
- Straßenviertel Erqu 二曲街道
- Großgemeinde Yabai 哑柏镇
- Großgemeinde Zhongnan 终南镇
- Großgemeinde Mazhao 马召镇
- Großgemeinde Jixian 集贤镇
- Großgemeinde Louguan 楼观镇
- Großgemeinde Shangcun 尚村镇
- Großgemeinde Guangji 广济镇
- Großgemeinde Houzhenzi 厚畛子镇
- Großgemeinde Qinghua 青化镇
- Großgemeinde Zhuyu 竹峪镇
- Großgemeinde Cuifeng 翠峰镇
- Großgemeinde Situn 四屯镇
- Großgemeinde Sizhu 司竹镇
- Großgemeinde Jiufeng 九峰镇
- Großgemeinde Furen 富仁镇
- Großgemeinde Luoyu 骆峪镇
- Großgemeinde Chenhe 陈河镇
- Großgemeinde Banfangzi 板房子镇
- Großgemeinde Wangjiahe 王家河镇

Eine Ebene darunter ist der Kreis in 376 Dörfer eingeteilt.